# I Feel It Coming
«I Feel It Coming» — en español: «Lo siento venir» — es una canción del cantante y compositor canadiense The Weeknd con la participación del dúo francés de música electrónica Daft Punk, que forma parte de su tercer álbum de estudio Starboy (2016). Estos la coescribieron y coprodujeron junto a Doc McKinney y Cirkut, con la composición adicional de Eric Chedeville.
Se lanzó a través de descarga digital el 18 de noviembre de 2016, junto con «Party Monster», como sencillos promocionales. Fue lanzado a la radio contemporánea rítmica estadounidense el 6 de diciembre de 2016 a través de XO y Republic Records, sirviendo como el segundo sencillo del álbum, además de ser su segunda colaboración, después de "Starboy". El video musical fue publicado en YouTube de manera oficial el 9 de marzo de 2017. Fue nombrada "Canción del Año" en los BMI R&B/Hip Hop Awards de 2018. La canción fue interpretada durante el espectáculo de medio tiempo del Super Bowl LV el 7 de febrero de 2021.

## Composición
En una entrevista con Zane Lowe para Beats 1 Radio, The Weeknd declaró que él y uno de los miembros de Daft Punk, Guy-Manuel de Homem-Christo ya habían sido amigos mucho antes de la grabación de Starboy. Cuando visitó un estudio de grabación en París, Francia, Daft Punk le presentó un demo instrumental de "I Feel It Coming" a The Weeknd. Este afirma que escribió la letra en una hora.
La producción y masterización adicional fue realizada por Doc McKinney y Cirkut.

## Recepción

### Crítica
En la reseña de Rolling Stone sobre Starboy, Mosi Reeves elogió la canción, afirmando que "I Feel It Coming" es una joya de música disco, al más puro estilo de Ibiza ... [esta] es sorprendentemente soleada y fresca." En una revisión del álbum para Pitchfork, Mehan Jayasuriya escribió que "las dos colaboraciones de Daft Punk son satisfactorias, aunque apenas innovadoras", describiendo la canción como "una versión más lenta de 'Get Lucky'". Al revisar el álbum pista por pista, Christopher Hooten, de The Independent, elogió la canción y dijo: "La canción con Daft Punk inicialmente se parece a Michael Jackson y Toto juntos en un diagrama de Venn pero, crucialmente, [es] centrada por una línea melancólica del teclado bajo en la mezcla con el coro. [Esto] definitivamente podría convertirse en una pista icónica ".

## Video musical
El video musical se estrenó el 9 de marzo de 2017 en el canal de VEVO de The Weeknd. Está dirigido por Warren Fu el vídeo simula estar grabado en VHS.
Con una estética inspirada en las películas futuristas de la década del 80, el video presenta a The Weeknd conociendo a su “Stargirl”, interpretada por la actriz y modelo japonesa Kiko Mizuhara, en un planeta rocoso, en el que finalmente se convierte todo lo que le rodea en piedra. Daft Punk hace una aparición al final de video.

## Posicionamiento en listas

### Semanales
| Alemania        | Official German Charts          | 29 |
| Argentina       | Monitor Latino                  | 4  |
| Australia       | ARIA Singles Chart              | 7  |
| Austria         | Ö3 Austria Top 75               | 23 |
| Bélgica (Fla)   | Ultratop 50                     | 3  |
| Bélgica (Val)   | Ultratop 50                     | 3  |
| Canadá          | Canadian Hot 100                | 10 |
| Dinamarca       | Tracklisten                     | 6  |
| Escocia         | Scottish Singles Chart          | 17 |
| Eslovaquia      | Singles Digital Top 100         | 5  |
| Eslovenia       | SloTop50                        | 12 |
| España          | PROMUSICAE                      | 6  |
| España          | LOS40 España                    | 1  |
| Estados Unidos  | Billboard Hot 100               | 4  |
| Estados Unidos  | Hot R&B/Hip-Hop Songs           | 2  |
| Estados Unidos  | Pop Songs                       | 3  |
| Estados Unidos  | Adult Pop Songs                 | 13 |
| Estados Unidos  | Adult Contemporary              | 20 |
| Estados Unidos  | Dance Club Songs                | 12 |
| Finlandia       | Suomen virallinen lista         | 11 |
| Francia         | SNEP                            | 1  |
| Hungría         | Single Top 40                   | 4  |
| Irlanda         | Irish Singles Chart             | 9  |
| Israel          | Media Forest                    | 2  |
| Italia          | FIMI                            | 13 |
| Japón           | Japan Hot 100                   | 63 |
| Líbano          | The Official Lebanese Top 20    | 8  |
| México          | Billboard Mexico Ingles Airplay | 1  |
| Noruega         | VG-lista                        | 5  |
| Nueva Zelanda   | NZ Top 40 Singles Chart         | 7  |
| Países Bajos    | Dutch Top 40                    | 3  |
| Polonia         | Polish Airplay Top 100          | 3  |
| Portugal        | Portugal Digital Songs          | 1  |
| Portugal        | AFP                             | 2  |
| Reino Unido     | UK Singles Chart                | 9  |
| República Checa | Singles Digitál Top 100         | 5  |
| Suecia          | Sverigetopplistan               | 5  |
| Suiza           | Schweizer Hitparade             | 7  |

## Certificaciones
| Territorio     | Organismo certificador | Certificación | Ventas certificadas | Ref.   |
| -------------- | ---------------------- | ------------- | ------------------- | ------ |
| Alemania       | BVMI                   | Oro           | 200 000             | [ 46 ] |
| Australia      | ARIA                   | 3× Platino    | 210 000             | [ 47 ] |
| Bélgica        | BEA                    | Platino       | 30 000              | [ 48 ] |
| Brasil         | Pro-Música Brasil      | Platino       | 60 000              | [ 49 ] |
| Dinamarca      | IFPI — Dinamarca       | 2× Platino    | 180 000             | [ 50 ] |
| España         | PROMUSICAE             | Platino       | 40 000              | [ 51 ] |
| Estados Unidos | RIAA                   | 3× Platino    | 3 000               | [ 52 ] |
| Francia        | SNEP                   | Diamante      | 230 000             | [ 53 ] |
| Italia         | FIMI                   | 2× Platino    | 100 000             | [ 54 ] |
| México         | AMPROFON               | Oro           | 30 000              | [ 55 ] |
| Noruega        | IFPI — Noruega         | Platino       | 10 000              | [ 56 ] |
| Nueva Zelanda  | RMNZ                   | Platino       | 30 000              | [ 57 ] |
| Reino Unido    | BPI                    | Platino       | 600 000             | [ 58 ] |
| Suecia         | GLF                    | 3× Platino    | 120 000             | [ 59 ] |

## Historial de lanzamientos
| Región         | Fecha                   | Formato                | Discográfica(s) | Ref.   |
| -------------- | ----------------------- | ---------------------- | --------------- | ------ |
| Todo el Mundo  | 18 de noviembre de 2016 | Descarga digital       | XO Republic     | [ 60 ] |
| Reino Unido    | 24 de noviembre de 2016 | Contemporary hit radio | XO Republic     | [ 61 ] |
| Estados Unidos | 6 de diciembre de 2016  | Rhythmic contemporary  | XO Republic     | [ 62 ] |
| Italia         | 9 de diciembre de 2016  | Contemporary hit radio | Universal       | [ 63 ] |
| Estados Unidos | 3 de enero de 2017      | Contemporary hit radio | XO Republic     | [ 64 ] |